# Hernando
Otok Hernando jedan je od otoka u otočju Discovery u blizini rijeke Powell, Britanska Kolumbija, Kanada.  Zajedno s obližnjim otokom Cortes, vjerojatno su ga 1792. nazvali Valdés i Galiano po Hernánu Cortésu, španjolskom osvajaču Meksika.:240
Tu je 1920-ih prometovala uskotračna željeznica za sječu drva. Otok je sada većinom u privatnom vlasništvu konzorcija većih zemljoposjednika. U 1960-ima cijeli je otok procijenjen na 55.000 dolara.

## Vanjske poveznice
- Hernando Island